# Bình Lãng, Tân Trụ
Bình Lãng là một xã thuộc huyện Tân Trụ, tỉnh Long An, Việt Nam.
Xã Bình Lãng có vị trí địa lý:
- Phía đông và phía nam giáp xã Bình Tịnh
- Phía tây giáp thành phố Tân An và huyện Châu Thành
- Phía bắc giáp xã Lạc Tấn.

Xã có diện tích 8,16 km², dân số năm 1999 là 5.706 người, mật độ dân số đạt 699 người/km².

## Hành chính
xã Bình Lãng có 4 ấp, gồm: ấp Bình Hòa, ấp Bình Đức, ấp Bình An, ấp Thanh Phong.